# Isabella (film)
Isabella (Yi sa bui lai) è un film del 2006 diretto da Ho-Cheung Pang.